# Kapten Grogg gifter sig
Kapten Grogg gifter sig är en svensk animerad komedifilm från 1918 i regi av Victor Bergdahl. Filmen var den sjätte i en serie filmer om Kapten Grogg.

## Om filmen
Filmen premiärvisades den 25 februari 1918 på biograf Röda Kvarn i Stockholm och mottogs väl av kritikerna. Den var den enda av Grogg-filmerna som kom att censureras.

## Handling
En hummer biter sig fast i Sylfidias ena skinka och Kapten Grogg räddar henne. Därefter friar han till henne.